# Юровская улица
Юровская улица — улица в Москве на территории района Куркино Северо-Западного административного округа. Располагается от Куркинского до Новокуркинского шоссе.
Образована 6 февраля 1986 года. В 2001 году Юровская улица была продолжена.

## Происхождение названия
Улица получила название по находившейся в этой местности деревни Юрово. Деревня Юрово упоминается в писцовой книге 1585—1586 годов. Нахождение деревни на холме, или юру предположительно определило её название. В 1646 году в Юрове насчитывалось 4 крестьянских двора, в 1709 году — 13, в 1852 году — 22 двора, в начале 1880-х годов — 18 дворов, в 1927 году — 37 крестьянских дворов. На 1 января 1984 года здесь числилось 125 жителей, а чуть позже в этом же году деревня Юрово вошла в состав Москвы, однако сохранила деревенскую застройку.

## Примечательные здания и сооружения

### По нечётной стороне
- № 37 — Qiwi — платёжный терминал.
- № 41 — Школа Лидер.
- № 73 — Билингвальный детский сад MILC.
- № 95 — Antiqueshop.ru, Микромаркет, SheleStudio.
- № 95к1 — Дэзис, Kramax.
- № 95к2 — ДетскиеДомики.
- № 95к3 — Медент Плюс, ЮникомСтрой, Спортивный клуб Ратибор.
- № 97 — Средняя школа с углублённым изучением иностранных языков № 1298, Бассейн при СОШ № 1298, Танцевально-спортивный клуб Апельсин.
- № 105 — Куркино-сервис.

### По чётной стороне
- № 10 — Полярис Астра.
- № 24 — Sunrise-Bus.
- № 92 — Мастер Пола, Кедр, Точка света.
- № 92к4 — СпецТехСтрой.
- № 92к8 — Детский сад Тридевятое царство.
- № 94 — Тай-СПА Лотос.
- № 120 — СОШ № 1298 — дошкольное отделение Подсолнушек.